# Misère
Il misère è un gioco di carte per quattro giocatori derivato dalla briscola. Si gioca con 52 carte da un mazzo di carte francesi senza jolly. Il gioco si articola in otto smazzate, delle quali le prime sei vanno a "chiamate", la settima comporta bonus e l'ottava penalità. Ogni smazzata si svolge dunque con obiettivi diversi.

## Regole generali
Le prese sono quelle della briscola: asso, tre, re, donna, jack, poi le carte non vestite (10, 9, 8, 7, 6, 5, 4 e 2). Una variante più aderente al Bridge utilizza la successione: asso, re, donna, jack, poi le carte non vestite. Il mazziere, dopo aver fatto tagliare il mazzo dal giocatore alla propria sinistra, distribuisce in senso antiorario tredici carte per giocatore. Il giocatore alla destra del mazziere gioca per primo e gli altri sono tenuti a rispondere con una carta dello stesso seme di quella giocata; solo qualora ne siano sprovvisti è consentito giocare una carta di seme diverso. Riprende il gioco colui che conquista la presa, sino all'esaurimento delle tredici prese.

## Le chiamate
In ognuna delle otto mani, i giocatori, in senso antiorario a partire da chi è alla destra del mazziere, dichiarano quante mani pensano di poter prendere in base alle carte che hanno. Qualora un giocatore reputi di non prendere nemmeno una volta, può dichiarare il misère, ovvero zero prese. L'ultimo, ovvero il mazziere, non può chiamare un numero che, sommato con le chiamate degli altri giocatori, dia 13. Questo per evitare che possano esserci accordi e per far sì che almeno un giocatore sballi.

## Le smazzate
Cuori
Durante la prima smazzata briscola è cuori; non ci sono vincoli sull'utilizzo delle briscole, tranne ovviamente l'obbligo di risposta al seme giocato dal primo di mano.
Quadri
Come sopra ma con briscola quadri.
Fiori
Come sopra ma con briscola fiori.
Picche
Come sopra ma con briscola picche.
Senza briscola
Durante la quinta smazzata si gioca senza briscola.
Al buio
Nella sesta smazzata si dichiara al buio, ovvero prima di vedere le proprie carte. Anche in questo caso non c'è briscola.
Ciapa ciapa
Nella settima smazzata non si dichiarano le prese, e si cerca di prendere il più possibile. Non c'è briscola.
Misère
Anche in questa mano non si dichiarano le prese, ma si cerca di prendere il meno possibile. Non c'è briscola.

## Punteggi
Se il numero di prese dichiarate viene rispettato, il giocatore riceverà 10 punti per ogni presa; se invece sballa, perderà 10 punti per ogni presa in più (o in meno). Se un giocatore ha carte con le quali ritiene di non prendere mai, potrà dichiarare il misère. Se riesce effettivamente a non prendere otterrà 50 punti.
Nelle ultime due smazzate, che non prevedono dichiarazioni, si ottengono 10 punti per ogni presa durante il ciapa ciapa e 10 punti di penalità invece per ogni presa durante il misère.

## Variante
Se il numero di prese annunciato all’inizio della smazzata viene rispettato si ottengono 10 punti più il numero di prese, se esso non viene rispettato si ottengono tanti punti quante sono le prese effettive. Se viene rispettata la misère durante una delle prime 6 smazzate si ottengono 25 punti. Durante la smazzata "misère" si perdono 3 punti per ogni presa, durante il ciapa ciapa se ne ottengono 3 per ogni presa.

## Conclusione
Vince la partita il giocatore che, dopo le otto mani, avrà il punteggio più alto.

## Giochi misère
In Francia il termine misère (oltre a significare miseria) si usa anche per dichiarare di non possedere alcuna carta di un certo tipo.
Nei paesi anglofoni, il termine "misère", dal nome della caratteristica smazzata in cui il giocatore non prende niente, è passato a designare, in generale, un gioco in cui si gioca per perdere secondo le regole normali: ad esempio il traversone (o tressette a perdere) sarebbe la versione misère del tressette.
Nella teoria dei giochi combinatoria, il termine "misère" si utilizza per indicare giochi in cui vince il giocatore che non può più effettuare alcuna mossa (il nome deriva dal fatto che solitamente nei giochi perde chi non può più effettuare nessuna mossa, per cui i giochi combinatori misère sono in un certo senso giochi giocati a perdere).